# Джон Саул
Джон Саул (англ. John Saul, нар. 25 лютого 1942, Пасадена, Каліфорнія) — сучасний американський письменник, майстер психотриллера і романів жанру горор.

## Життя та творчість
Дж. Саул із дитячих років мріяв стати відомим письменником. Закінчивши школу, навчався в різних університетах США, вивчав театральне мистецтво та літературу, однак закінченої вищої освіти так і не здобув. Поставлений перед необхідністю заробляти, Дж. Саул вирішив втілити в життя свою стару мрію — писати романи, що у нього абсолютно чудово вийшло. Останнім часом Дж. Саула, поруч із Стівеном Кінгом та Пітером Страубом, відносять до трьох найбільших американських письменників, які працюють у жанрі горор—літератури. Загальний тираж опублікованих романів Дж. Саула перевищив 25 мільйонів екземплярів. У багатьох його творах мова йде про молодих людей, одержимих Злом.
Останнім часом Дж. Саул проживає в місті Беллев'ю, штат Вашингтон. Частину свого часу письменник проводить у столиці штату місті Сіетлі і на островах Сан-Хуан. На Гавайських островах у нього є вілла. Серед хобі письменника слід назвати тривалі автомобільні подорожі і гру в гольф.

## Вибрані романи
- Suffer the Children (Страждання дітей, 1977)
- Cry for the Strangers (Плач по незнайомцю, 1979)
- Nathaniel (Натаніель, 1984)
- Hellfire (Пекельний вогонь, 1986)
- Creature (Бестії, 1989)
- Second Child (Друга дитина, 1990)
- Darkness (Тьма, 1991)
- Sleepwalk, (Лунатики, 1991)
- The Blackstone Chronickles (Хроніки Блекстоуна, 1997)
- The Right Hand of Devil (Права рука диявола, 1999)
- Manhattan Hunt Club (Мангеттенський мисливський клуб, 2001)
- Midnight Voices (Голоси серед ночі, 2002)
- Perfekt Nightmare (Досконалий кошмар сну, 2005)
- In the Dark of the Night (У темряві ночі, 2006)
- The Devil's Labirinth (Лабіринт диявола, 2007)